# إدريس الدباغ
 إدريس الدباغ  (ولد في تشرين الثاني / نوفمبر 7، 1921 في مراكش، المغرب، وتوفي في الثمانينات)، وكان السفير المغربي في إيطاليا (1959-1961)، وكان وزيرا للتجارة والصناعة والمناجم والملاحة التجارية (من يونيو 1963 إلى تشرين الثاني / نوفمبر 1963). كما كان نائب رئيس البنك التجاري المغربي. الشريف إدريس الدباغ هو ابن طيب بن براهيم الدباغ وزوجته الثانية زهرة بنت محمد السوسي. كان يتقن البربرية، العربية، الفرنسية والإنكليزية والإيطالية. عاش في فرنسا في نهاية الأربعينات وحصل على البكالوريوس في الهندسة الكيميائية في عام 1950 من المدرسة الوطنية العليا لصناعات وفنون المنسوجات في مدينة روبيه، فرنسا. عاد إلى المغرب، وأصبح رئيسا للاتحاد الملكي لرياضات الطيران في عام 1957.

## جوائز
- نال وسام فارس الصليب من وسام الاستحقاق من جمهورية إيطاليا
- وبينما كان السفير في روما تلقى تمييز من سمو البابا يوحنا الثالث والعشرون.